# Гнезненское воеводство
Гнезненское воеводство (лат. Palatinatus Gnesnensis, пол. Województwo gnieźnieńskie) — административно-территориальная единица Королевства Польского и Речи Посполитой. Существовало в 1768—1793 годах.
Гнезненское воеводство было создано в 1768 году из 3-х повятов Калишского воеводства. Входило в состав Великопольской провинции и принадлежало к региону Великопольша. Находилось в западной части Речи Посполитой, на востоке Великой Польши. Центр воеводства — город Гнезно. Возглавлялось воеводами гнезненскими. Сеймик воеводства собирался в городе Коло. Гнезненское воеводство состояло из трёх повятов. В 1791 году площадь воеводства насчитывала 7660 км², по переписи 1790 года численность населения была 67 266 чел.
В 1793 году по Второму разделу Речи Посполитой Гнезненское воеводство было ликвидировано и аннексировано Прусским королевством. Территория воеводства вошла в состав прусской провинции Южная Пруссия.

## Административное деление
- Гнезненский повят — Гнезно
- Кцыньский повят — Кцыня
- Накловский повят — Накло-над-Нотецью